# Czarne Ściany
Czarne Ściany (słow. Čierne steny, niem. Schwarzwand, węg. 'Fekete-fal) – wąska, postrzępiona grań w długiej wschodniej grani Świnicy w polskich Tatrach Wysokich, znajdująca się pomiędzy Zadnią Sieczkową Przełączką, która oddziela ją od Zadniej Sieczkowej Turni tkwiącej w grani przed Zadnim Granatem, a Przełączką nad Dolinką Buczynową, oddzielającą ją od Buczynowej Strażnicy w masywie Koziego Wierchu. Najwyższy punkt Czarnych Ścian znajduje się na wysokości 2242 m lub ok. 2245.
W grani wyróżnia się kilka turniczek oddzielonych od siebie niewielkimi przełączkami. Najwyższa z nich wznosi się wyżej niż sąsiednie Granaty – mimo to Czarne Ściany były traktowane dawniej jako część masywu Granatów. Po północnej stronie grani położony jest Czarny Mniszek (2178 m), poniżej którego Kominkiem pod Czarnym Mniszkiem prowadzi szlak Orlej Perci.
Czarne Ściany ograniczają od zachodu Dolinkę Buczynową (odgałęzienie Doliny Roztoki), a od wschodu Dolinkę Kozią (górne piętro Doliny Gąsienicowej).
Poniżej grzebienia Czarnych Ścian, w poprzek ich zachodnimi stokami (od strony Dolinki Koziej), poprowadzony jest szlak Orlej Perci. Najkrótsza droga na Czarne Ściany udostępniona dla turystów prowadzi z Doliny Gąsienicowej przez schodzący z Przełączki nad Dolinką Buczynową Żleb Kulczyńskiego (nazwany tak od nazwiska Władysława Kulczyńskiego seniora, który wraz z Szymonem Tatarem młodszym przeszedł żleb w drodze na Kozi Wierch w 1893 r.).
Granice Czarnych Ścian ulegały zmianie. W 2 tomie przewodnika W.H. Paryskiego Czarne Ściany włączone były w masyw Granatów, Józef Nyka podaje, że Czarne Ściany obejmowały odcinek grani nawet po Zawrat. W 1961 r. Ryszard Schramm opisał i nazwał Sieczkowe Przełączki, a w 2003 r. Władysław Cywiński Sieczkowe Turnie. Spowodowało to skrócenie Granatów o tę część grani. Nieprawidłowy jest wariant Czarne Ścianki.

Najstarsze odnotowane wejścia:
- latem
  - na najwyższą z turni Czarnych Ścian – Zygmunt Klemensiewicz, Roman Kordys, Jerzy Maślanka – 27 lipca 1906 r.,
  - przejście odcinka grani Czarnych Ścian od Zadniej Sieczkowej Przełączki do siodła poprzedzającego najwyższą z turniczek – Władysław Kulczyński junior, Mieczysław Świerz, Tadeusz Świerz – 20 sierpnia 1908 r.,
- zimą – Kazimierz Mischke, Adam Sokołowski, Marian Sokołowski – 25 kwietnia 1924 r.[5]

Odcinek graniowy Czarnych Ścian był dawniej popularną drogą wspinaczkową, przechodzili go m.in. Mariusz Zaruski, Mieczysław Karłowicz i Rafał Malczewski.

## Przypisy

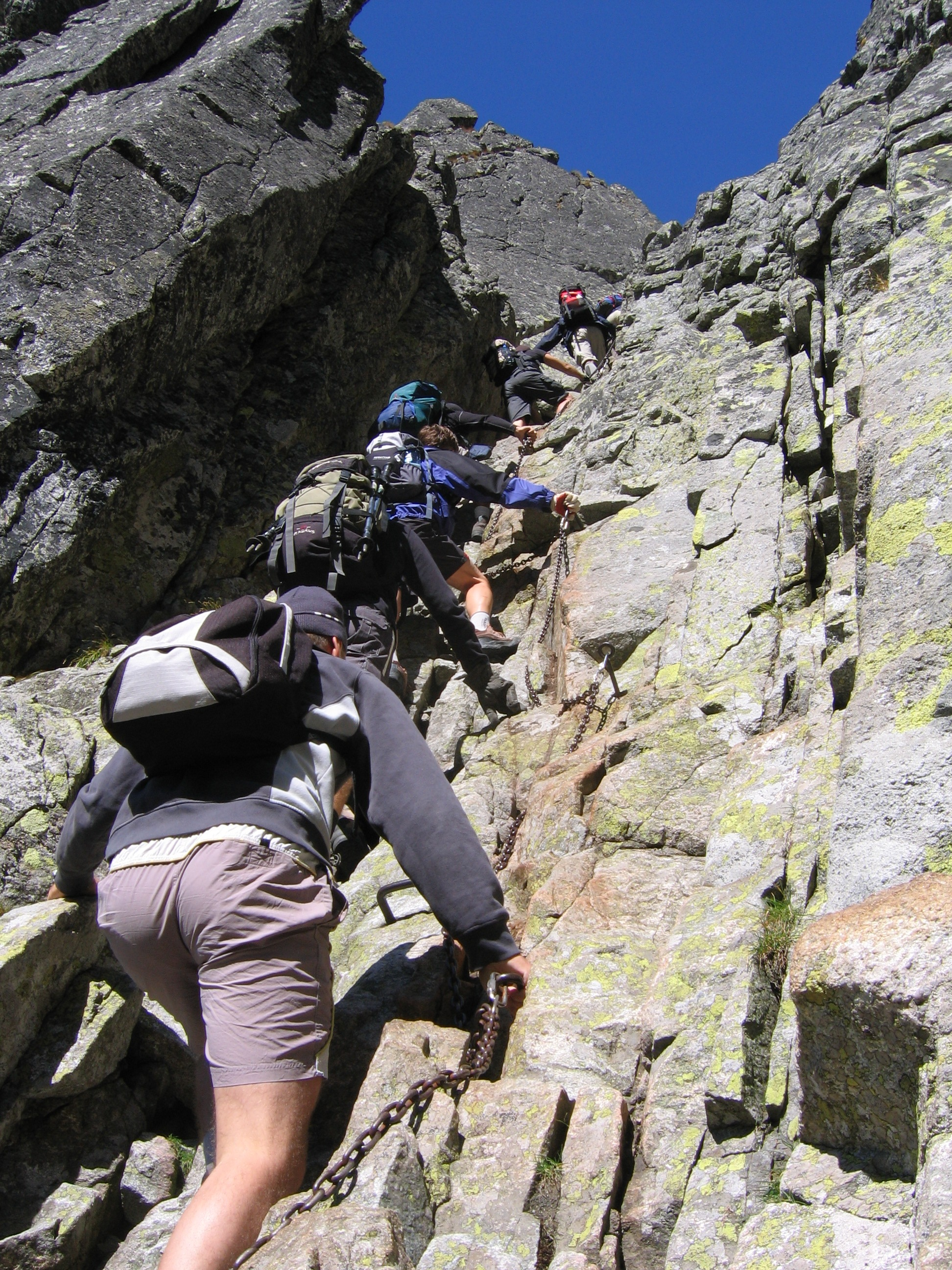
Kominek pod Czarnym Mniszkiem
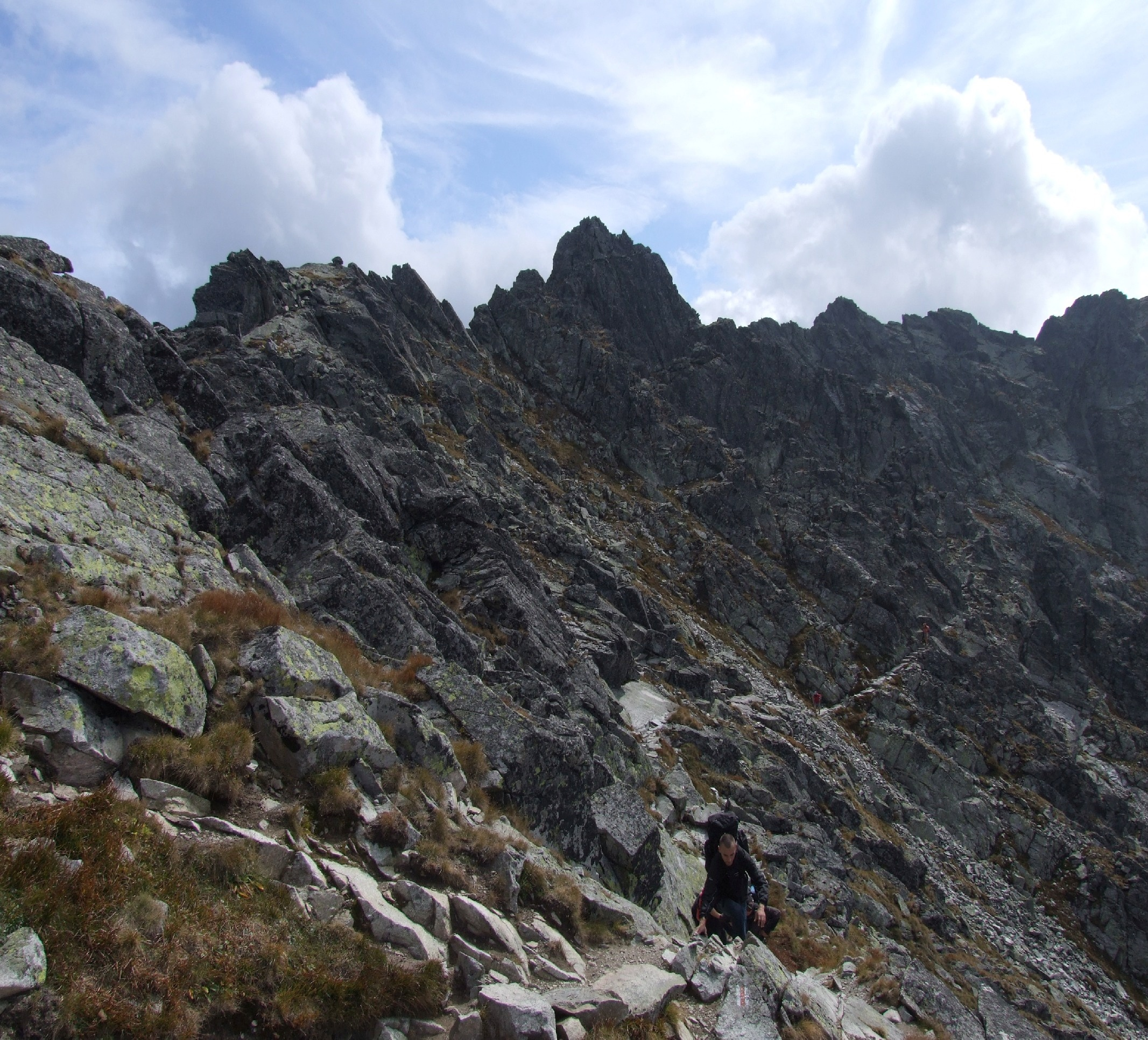
Orla Perć wiodąca Czarnymi Ścianami
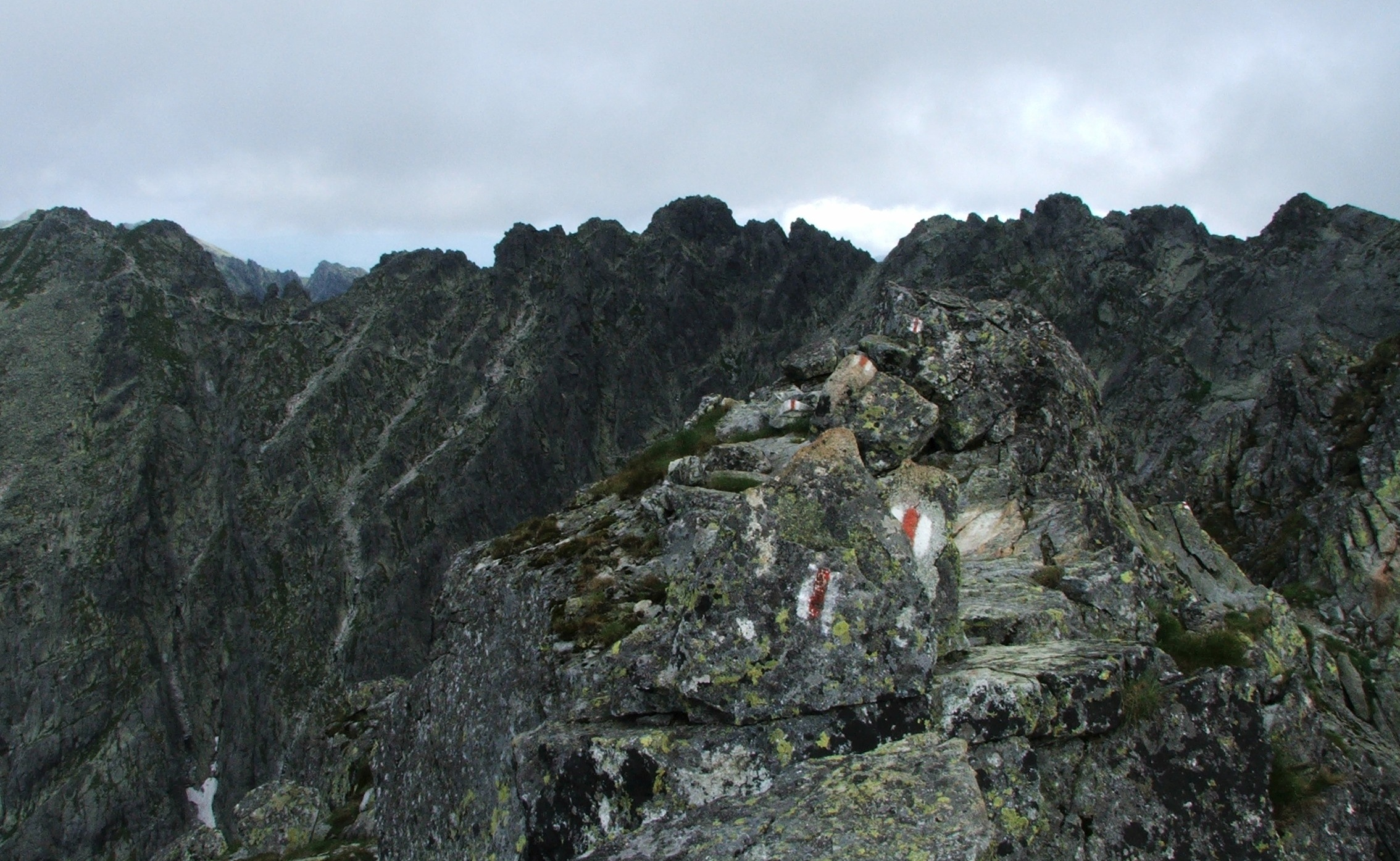
Czarne Ściany